# محاصره حلب (۱۱۲۴)
محاصره حلب (انگلیسی: Siege of Aleppo)، نبردی است که توسط بالدوین دوم اورشلیم و متحدانش  از ۶ اکتبر ۱۱۲۴ تا ۲۵ ژانویه ۱۱۲۵ برای فتح حلب تحت اتابکان شام صورت گرفت که در نهایت بدون نتیجه برای صلیبیون و بالدوین پایان یافت. اما پس از این محاصره ناکام، بالدوین توانست اتابکان را نبرد اعزاز شکست دهد.